# Lugarski Breg
Lugarski Breg es una localidad de Croacia en el municipio de Dubravica, condado de Zagreb.

## Geografía
Se encuentra a una altitud de 172 m s. n. m. a 32,9 km de la capital nacional, Zagreb.

## Demografía
En el censo 2011, el total de población de la localidad fue de 83 habitantes.
Según estimación 2013 contaba con una población de 79 habitantes.